# Coll de Pal (Bagá)
El coll de Pal es un collado de montaña a 2.106 m de altitud en el km 19 de la carretera BV-4024, denominada carretera vecinal de acceso desde Bagá, a 785 m de altitud, al coll de Pal. La carretera termina en el km 21, a 2025 m, donde se halla la estación de esquí del Coll de Pal, y se transforma en una pista que bordea por encima la estación de esquí de La Molina y termina en la de Masella. En el km 16,8 hay un desvío al cercano refugio Xalet del Coll de Pal, a 1928 m.

## Senderismo
- GR-4. Sendero Puigcerdá-Mequinenza. Tiene 158 km y el coll de Pal es su punto más alto, ya que rebasa los Pirineos por este punto desde su inicio en la Cerdaña. Es final de la segunda etapa que procede de Alp (1.158 m) e inicio de la tercera que llega hasta el santuario de Falgars (1.288 m). Desde el collado sale una variante, el GR-4-2, que se dirige hacia el oeste y pasa por el Xalet del coll de Pal, el mirador dels Orris, el refugio de Rebost, baja hasta Bagá, pasa por Guardiola de Berga y San Julián de Cerdanyola, y enlaza con el GR-4 de nuevo en el santuario de Falgars.
- GR-150. Sendero de circunvalación del Parque natural del Cadí-Moixeró. De este recorrido es el final de la etapa 8, que procede de Alp siguiendo los mismos pasos que el GR-4, y sigue por el mismo camino que el GR-4-2 hasta Bagá, pero también es el origen de una variante, el GR-150-1, que recorre la cresta del Moixeró, sigue por la cresta de la serra de la Moixa y la del Cadí, pasa por el Vulturó, punto culminante, de 2.649 m, y desciende por las Graelleres hasta el coll del Jovell, a 1791 m, baja a Josá del Cadí, sube el coll de la Josa y baja de nuevo hasta Gósol, donde reencuentra el GR-150.
- GR-3. Sendero Central de Cataluña. Es el final de la etapa 24 procedente de Alp y el principio de la etapa 25, que llega hasta Castellar de Nuch.